# Dirrhope rufa
Dirrhope rufa är en stekelart som beskrevs av Förster 1851. Dirrhope rufa ingår i släktet Dirrhope och familjen bracksteklar. Inga underarter finns listade i Catalogue of Life.